# 2012年金馬國際影展
2012年金馬國際影展是在2012年11月8日至11月29日，於臺灣的宜蘭和台北兩座城市舉辦。

## 簡介
參展影片如下：
- 尚盧·高達《電影社會主義》
- 亞倫·雷奈《好戲還在後頭》
- 肯·洛區《天使威士忌》
- 貝托·魯奇《我和你》
- 蓋·馬汀《窺孔謎情》
- 洪尚秀《愛，在他鄉》
- 拉烏·盧伊茲《夜色降臨之前》
- 麥可·漢內克《愛·慕》

神秘影片如下：
- 金基德《聖殤》
- 李安《少年PI的奇幻漂流》

## 外部連結
- 金馬國際影展（页面存档备份，存于）